# لینت آئودور
لینت آئودور (انگلیسی: Lynnt Audoor؛ زادهٔ ۱۳ اکتبر ۲۰۰۳) بازیکن فوتبال اهل بلژیک است که در حال حاضر برای کلوب نکست در پست هافبک بازی می‌کند.
از باشگاه‌هایی که در آن بازی کرده است می‌توان به کلوب بروژ و کورتریک اشاره کرد.
وی همچنین در تیم‌های ملی فوتبال زیر ۱۷ سال، زیر ۱۸ سال و زیر ۱۹ سال بلژیک بازی کرده است.

## دوران باشگاهی
آئودور دوران حرفه‌ای خود را از آکادمی جوانان کلوب بروژ آغاز کرد. در ۲۰ سپتامبر ۲۰۲۰، آئودور برای تیم ذخیره کلوب بروژ، کلوب نکست در دسته اول بی فوتبال بلژیک مقابل لیرس به میدان رفت. او در دقیقه ۷۸ به عنوان بازیکن جانشین وارد زمین شد و کلوب نکست با نتیجه ۲–۱ شکست خورد.
در ۱۲ ژوئیه ۲۰۲۳، آئودور به صورت قرضی و به مدت یک فصل به کورتریک پیوست.